# Échangeur de Sevenans
 (juin 2025).
Motif : Pas de sources. Voir Discussion:Échangeur de Shimukappu/Admissibilité.
- Archive Wikiwix
- Bing
- Cairn
- DuckDuckGo
- E. Universalis
- Gallica
- Google
- G. Books
- G. News
- G. Scholar
- Persée
- Qwant
- (zh) Baidu
- (ru) Yandex
- (wd) trouver des œuvres sur Wikidata

| 1. | Préciser le motif de la pose du bandeau. | Précisez le motif de la pose du bandeau en utilisant la syntaxe suivante : {{admissibilité à vérifier\|date=juillet 2025\|motif=remplacez ce texte par le motif}}                          |
| 2. | Informer les utilisateurs concernés.     | Pensez à avertir le créateur de l'article, par exemple, en insérant le code ci-dessous sur sa page de discussion : {{subst:avertissement admissibilité à vérifier\|Échangeur de Sevenans}} |

L'échangeur de Sevenans est un nœud routier important du département du Territoire de Belfort et du pôle métropolitain Nord Franche-Comté situé sur les communes de Sevenans, Bermont, Botans et Dorans au sud de Belfort. Il est en cours de réaménagement depuis 2017.

## Refonte
Jusqu'en 2017, l'échangeur était composé d'un ensemble de bretelles avec des tourne-à-gauche dangereux et bloquant le trafic. 
La nouvelle configuration prévoit pour 2020 la création d'un barreau au nord permettant la mise en place d'un échangeur complet entre l'autoroute A36 et la RN 19. L'échangeur est effectivement mis en service à la fin décembre 2019.

## Axes concernés
- l'autoroute A36 (sortie 11) reliant Besançon à Mulhouse ;
- la RN 19 (voie rapide en 2x2 voies) reliant Vesoul à Delle (frontière suisse).

## Connexions
- la RD 437 (axe Belfort-Montbéliard) ;

Carte routière simplifiée du pôle métropolitain Nord Franche-Comté au cœur duquel se trouve l'échangeur de Sevenans.
: autoroutes
: 2x2 voies
: travaux de mise en 2x2 voies en cours
: 2x1 voies

- la RD 18 vers Dorans et Sevenans.

## Desserte
- Gare de Belfort - Montbéliard TGV
- Hôpital Nord Franche-Comté
- La Jonxion
- Université de technologie de Belfort-Montbéliard